# Found
Pour l’article homonyme, voir Found (cheval).
Pour plus de détails, voir Fiche technique et Distribution.
Found est un film américain réalisé par Scott Schirmer, sorti en 2012. Il est adapté d’un roman de Todd Rigney.

## Fiche technique
- Titre : Found
- Réalisateur : Scott Schirmer
- Scénario : Todd Rigney
- Budget : 10 000 $
- Genre : Horreur
- Durée : 103 minutes
- Sortie : 2012
- Film interdit aux moins de 16 ans

## Distribution
- Gavin Brown : Marty
- Ethan Philbeck : Steve
- Phyllis Munro : la mère de Marty
- Louie Lawless : le père de Marty
- Alex Kogin : David
- Andy Alphonse : le pasteur Don
- Shane Beasley : le « Tueur sans-tête »
- Adrian Cox-Thurmond : Trevor
- Kitsie Duncan : Kathy, la mère de Trevor
- Kate Braun : Mrs Thomas
- Edward Jackson : Marcus
- Angela Denton : Charlotte, la première victime du « Tueur sans-tête »
- Brigid Macaulay : Brigitte, la seconde victime du « Tueur sans-tête »
- Dane Irwin : Levi
- Christopher Hunt : Rodney

## Récompenses
- Elvira's Horror Hunt 2012 : Meilleur film, Meilleur réalisateur & Meilleur acteur